# Réaction de surface
Une réaction de surface est  un type de réaction chimique et physico-chimique (synthèse, décomposition) ne pouvant se produire qu'à l'interface entre un matériau (surface d'une nanoparticule éventuellement) et le milieu ambiant (naturel ou non, gazeux ou liquide), au moins pour ce qui concerne l'une des étapes du mécanisme de cette réaction chimique.
Elle peut impliquer des phénomènes de catalyse et/ou d'adsorption. 
Le paramètre de surface spécifique a souvent une grande importance.  

## Enjeux
Les mécanismes de ces réactions, de même que leurs équations de vitesse, sont d'une extrême importance pour la catalyse hétérogène et l'étude ou la prévention de certains risques (d'explosion, de corrosion) et à échelle nanoparticulaire risques de réactions (indésirables ou recherchées) de catalyse à forte réactivité en lien avec la surface spécifique avec alors des risques toxicologiques ou écotoxicologiques spécifiques relevant de la nanotoxicologie. Ces enjeux concernent tant la chimie minérale et la chimie organique classique que des mécanismes biomoléculaires complexes.

## Moyens d'étude
La microscopie à effet tunnel permet maintenant de directement observer des réactions de surface aux interfaces entre un solide et un gaz, dans l'espace réel, à condition que les échelles temporelles de la réaction soient dans une plage de temps adéquate,.

## Cinétique des réactions unimoléculaires aux surfaces: décompositions et isomérisations
La réaction d'une seule molécule sur une surface a un mécanisme de type général :
A + S ⇌ AS  → Produits
Ici A est le réactif et S est un site d'adsorption sur la surface, et la réaction nette correspond à la dissociation s'il y a plus qu'un produit ou l'isomérisation s'il y a un seul produit. Si k1, k−1 and k2 sont les constantes de vitesse respectivement des étapes d'adsorption, de désorption et de la réaction du réactif adsorbé AS, la vitesse de la réaction globale est :
{\displaystyle v={\frac {dC_{\mathrm {P} }}{dt}}=k_{2}C_{\mathrm {AS} }=k_{2}\theta C_{\mathrm {S} }}
Ici v est la vitesse, {\displaystyle C_{\mathrm {AS} }} est la concentration des sites occupés sur la surface en m−2, {\displaystyle \theta } est le degré de couverture de la surface, définie comme la fraction des sites occupés, {\displaystyle C_{\mathrm {S} }} est le nombre total de sites, occupés ou non, t est le temps, et k2 est la constante de vitesse pour la réaction à la surface.
{\displaystyle C_{\mathrm {S} }} est fortement relié à la superficie totale de l'adsorbant: si la superficie est plus grande, il y a davantage de sites et la réaction est plus rapide. C'est pourquoi les catalyseurs hétérogènes habituels possèdent de très grandes superficies, de l'ordre de 100 m2/gramme.
À l'aide de l'approximation des états quasi stationnaires pour le réactif adsorbé AS, 
{\displaystyle {\frac {dC_{\mathrm {AS} }}{dt}}=0=k_{1}C_{\mathrm {A} }C_{\mathrm {S} }(1-\theta )-k_{2}\theta C_{\mathrm {S} }-k_{-1}\theta C_{\mathrm {S} }} so {\displaystyle \theta ={\frac {k_{1}C_{\mathrm {A} }}{k_{1}C_{\mathrm {A} }+k_{-1}+k_{2}}}}
et
{\displaystyle v={\frac {dC_{\mathrm {P} }}{dt}}={\frac {k_{1}k_{2}C_{\mathrm {A} }C_{\mathrm {S} }}{k_{1}C_{\mathrm {A} }+k_{-1}+k_{2}}}.}
Ce résultat équivaut à l'équation de Michaelis-Menten pour les réactions avec catalyse enzymatique. L'équation de vitesse est complexe, et l'ordre de réaction n'est pas évident. Au travail expérimental, deux cas extrêmes sont généralement recherchés afin de confirmer le mécanisme, selon les deux possibilités d'étape cinétiquement déterminante :
- Première étape déterminante: adsorption/désorption.

Dans ce cas {\displaystyle k_{2}\gg \ k_{1}C_{\mathrm {A} },k_{-1},{\text{ alors }}v\approx k_{1}C_{\mathrm {A} }C_{\mathrm {S} }}. La réaction est de premier ordre en réactif A. Des exemples de ce mécanisme sont les réactions de l'N2O sur l'or et de l' HI sur le platine.
- Deuxième étape déterminante: réaction de l'espèce adsorbée

{\displaystyle k_{2}\ll \ k_{1}C_{\mathrm {A} },k_{-1}{\text{ alors }}\theta ={\frac {k_{1}C_{\mathrm {A} }}{k_{1}C_{\mathrm {A} }+k_{-1}}}={\frac {K_{1}C_{\mathrm {A} }}{K_{1}C_{\mathrm {A} }+1}}}
La dernière équation est l'isotherme de Langmuir pour le degré de couverture de la surface. La constante d'équilibre pour l'adsorption {\displaystyle K_{1}={\frac {k_{1}}{k_{-1}}}}, et le numérateur et dénominateur sont tous deux divisés par {\displaystyle k_{-1}}. La vitesse globale de réaction devient {\displaystyle v={\frac {K_{1}k_{2}C_{\mathrm {A} }C_{\mathrm {S} }}{K_{1}C_{\mathrm {A} }+1}}}.
L'ordre de réaction par rapport au réactif A dépend de sa concentration :
- À basse concentration, {\displaystyle v=K_{1}k_{2}C_{\mathrm {A} }C_{\mathrm {S} }}, ou premier ordre en réactif A.
- À concentration élevée, {\displaystyle v=k_{2}C_{\mathrm {S} }}. ou ordre zéro en réactif A.

## Cinétique des réactions bimoléculaires aux surfaces

### Mécanisme de Langmuir–Hinshelwood
Dans ce mécanisme, suggéré par Irving Langmuir en 1921 et développé davantage par Cyril Hinshelwood en 1926, deux molécules sont adsorbées à des sites voisins et ensuite subissent une réaction bimoléculaire
A + S ⇌ AS
B + S ⇌ BS
AS + BS → Produits
Les constantes de vitesse des étapes sont {\displaystyle k_{1}},{\displaystyle k_{-1}},{\displaystyle k_{2}},{\displaystyle k_{-2}} and {\displaystyle k}, respectivement pour l'adsorption et la désorption de A, l'adsorption et la désorption de B, et la réaction des espèces adsorbées. La loi de vitesse est: {\displaystyle v=k\theta _{\mathrm {A} }\theta _{\mathrm {B} }C_{\mathrm {S} }^{2}}
Ici l'emploi de l'approximation des états stationnaires donne {\displaystyle \theta _{\mathrm {A} }={\frac {k_{1}C_{\mathrm {A} }\theta _{0}}{k_{-1}+kC_{\mathrm {S} }\theta _{\mathrm {B} }}}}, où {\displaystyle \theta _{0}} est la fraction des sites vides, de sorte que {\displaystyle \theta _{\mathrm {A} }+\theta _{\mathrm {B} }+\theta _{0}=1}. Supposer que l'étape déterminante de vitesse est la réaction des deux molécules adsorbées, ce qui est normal parce que la probabilité de collision entre deux molécules adsorbées est basse.
Alors {\displaystyle \theta _{\mathrm {A} }=K_{1}C_{\mathrm {A} }\theta _{0}} et de même {\displaystyle \theta _{\mathrm {B} }=K_{2}C_{\mathrm {B} }\theta _{0}}, avec {\displaystyle K_{i}=k_{i}/k_{-i}}, ce qui équivaut à l'isotherme de Langmuir pour le cas de deux gaz adsorbés, avec constantes d'adsorption {\displaystyle K_{1}} et {\displaystyle K_{2}}.
Si {\displaystyle \theta _{0}} est évalué à partir de {\displaystyle \theta _{\mathrm {A} }} et {\displaystyle \theta _{\mathrm {B} }} nous obtenons enfin
{\displaystyle v=kC_{\mathrm {S} }^{2}{\frac {K_{1}K_{2}C_{\mathrm {A} }C_{\mathrm {B} }}{(1+K_{1}C_{\mathrm {A} }+K_{2}C_{\mathrm {B} })^{2}}}}.
La loi de vitesse est complexe et l'ordre par rapport à chaque réactif n'est pas évident. Cependant nous pouvons considérer différentes valeurs des constantes d'adsorption et trouver des ordres entiers en différents cas limites:
- Adsorption faible des deux molécules

Ceci signifie que {\displaystyle 1\gg K_{1}C_{\mathrm {A} },K_{2}C_{\mathrm {B} }}, alors {\displaystyle v=kC_{\mathrm {S} }^{2}K_{1}K_{2}C_{\mathrm {A} }C_{\mathrm {B} }}. La réaction est de premier ordre par rapport à chaque réactif, et d'ordre global deux.
- Adsorption très faible d'une molécule

Dans ce cas {\displaystyle K_{1}C_{\mathrm {A} },1\gg K_{2}C_{\mathrm {B} }}, alors {\displaystyle r=kC_{\mathrm {S} }^{2}{\frac {K_{1}K_{2}C_{\mathrm {A} }C_{\mathrm {B} }}{(1+K_{1}C_{\mathrm {A} })^{2}}}}. L'ordre de réaction par rapport au réactif B est 1, et il y a deux cas limites pour le réactif A:
1. Aux faibles concentrations de A, {\displaystyle r=kC_{\mathrm {S} }^{2}K_{1}K_{2}C_{\mathrm {A} }C_{\mathrm {B} }}, et l'ordre est un par rapport au réactif A.
2. Aux concentrations élevées de A, {\displaystyle r=kC_{\mathrm {S} }^{2}{\frac {K_{2}C_{\mathrm {B} }}{K_{1}C_{\mathrm {A} }}}}. L'ordre est (-1) par rapport à A. Plus que la concentration de A augmente, plus que la réaction ralentit. Dans ce cas A est dit inhiber la réaction.

- Adsorption forte d'une molecule

S'il y a adsorption très elevée d'un réactif (A), et l'adsorption de l'autre (B) n'est pas forte, alors 
{\displaystyle K_{1}C_{\mathrm {A} }\gg 1,K_{2}C_{\mathrm {B} }}, donc {\displaystyle r=kC_{\mathrm {S} }^{2}{\frac {K_{2}C_{\mathrm {B} }}{K_{1}C_{\mathrm {A} }}}}. La réaction est alors d'ordre 1 en réactif B et d'ordre (-1) en réactif A. Le réactif A inhibe la réaction à toute concentration.
Les réactions suivantes suivent un mécanisme de Langmuir–Hinshelwood:
- 2 CO + O2 → 2 CO2 sur un catalyseur de platine.
- CO + 2H2 → CH3OH sur un catalyseur de ZnO.
- C2H4 + H2 → C2H6 sur un catalyseur de cuivre.
- N2O + H2 → N2 + H2O sur un catalyseur de platine.
- C2H4 + ½ O2 → CH3CHO sur un catalyseur de palladium.
- CO + OH → CO2 + H+ + e− sur un catalyseur de platine.

### Mécanisme de Eley–Rideal
Dans ce mécanisme, proposé en 1938 par Dan Eley et Eric Rideal, un seul des deux réactifs est adsorbé et l'autre réagit avec lui directement à partir de la phase gazeuse, sans adsorption:
A(g) + S(s) ⇌ AS(s)
AS(s) + B(g) → Produits
Les constantes de vitesse des étapes sont {\displaystyle k_{1},k_{-1}} et {\displaystyle k}, et l'équation de vitesse est {\displaystyle r=kC_{\mathrm {S} }\theta _{\mathrm {A} }C_{\mathrm {B} }}. En se servant de nouveau de l'approximation des états quasi stationnaires, avec la réaction des espèces adsorbées comme étape déterminante de vitesse, on obtient
{\displaystyle r=kC_{\mathrm {S} }C_{\mathrm {B} }{\frac {K_{1}C_{\mathrm {A} }}{K_{1}C_{\mathrm {A} }+1}}}. L'ordre en réactif B est un. Il y a deux possibilités quant à l'ordre en réactif A, d'après sa concentration: 
- Aux basses concentrations de A, {\displaystyle r=kC_{\mathrm {S} }K_{1}C_{\mathrm {A} }C_{\mathrm {B} }}, et l'ordre est un par rapport à A.

- Aux concentrations élevées de A, {\displaystyle r=kC_{\mathrm {S} }C_{\mathrm {B} }},  et l'ordre est zéro par rapport à A.

Les réactions suivantes suivent un mécanisme de Eley–Rideal:
- C2H4 + ½ O2 (adsorbé) → (CH2CH2)O L'adsorption dissociative de l'oxygène est aussi possible, ce qui donne le dioxyde de carbone et l'eau comme produits secondaires.
- CO2 + H2 (ads.) → H2O + CO
- 2NH3 + 1½ O2 (ads.) → N2 + 3H2O sur un catalyseur de platine
- C2H2 + H2 (ads.) → C2H4 sur un catalyseur de nickel ou de fer